# Neuhaus am Klausenbach
Neuhaus am Klausenbach è un comune austriaco di 950 abitanti nel distretto di Jennersdorf, in Burgenland; ha lo status di comune mercato (Marktgemeinde). Tra il 1971 e il 1992 ha inglobato anche il comune di Mühlgraben.

## Geografia
Le comuni catastali sono Bonisdorf, Kalch, Krottendorf bei Neuhaus am Klausenbach e Neuhaus am Klausenbach.